# Zawidowice (Bierutów)
Zawidowice (deutsch Sadewitz) ist ein Dorf in Niederschlesien. Der Ort liegt in der Gmina Bierutów im Powiat Oleśnicki in der polnischen Woiwodschaft Niederschlesien.

## Geographie

### Geographische Lage
Das Angerdorf Zawidowice liegt sechs Kilometer westlich des Gemeindesitzes Bierutów (Bernstadt an der Weide), 16 Kilometer südöstlich der Kreisstadt Oleśnica (Oels) und 45 Kilometer östlich der Woiwodschaftshauptstadt Breslau. Der Ort liegt in der Nizina Śląska (Schlesische Tiefebene) innerhalb der Równina Oleśnicka (Oelser Ebene). 

### Nachbarorte
Nachbarorte von Zawidowice sind im Südosten Kijowice (Vogelgesang) und im Süden Paczków  (Weidenfließ).

## Geschichte

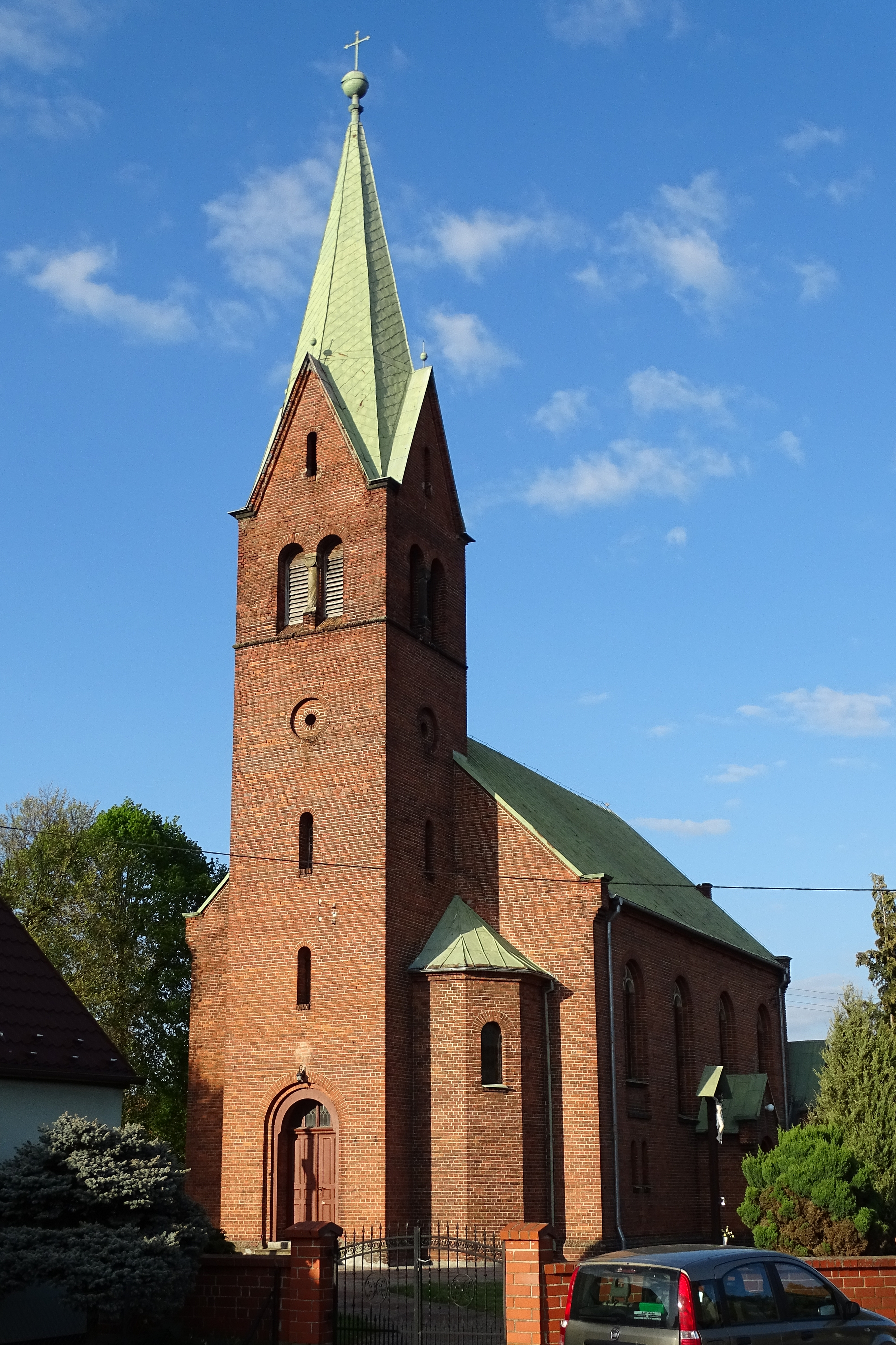
Laurentius-von-Rom-Kirche

Der Ort wurde 1288 erstmals urkundlich als Zawidowitz erwähnt.
Nach dem Ersten Schlesischen Krieg 1742 fiel Sadewitz zusammen mit dem größten Teil Schlesiens an Preußen.
Nach der Neugliederung Preußens gehörte die Landgemeinde Sadewitz ab 1815 zur Provinz Schlesien und war ab 1816 dem Landkreis Oels eingegliedert. 1874 wurde der Amtsbezirk Groß Zöllnig gegründet, welcher die Landgemeinden Groß Zöllnig, Klein Zöllnig und Sadewitz umfasste. 1885 zählte der Ort 416 Einwohner.
1933 zählte der Ort 417, 1939 wiederum 393 Einwohner. Bis 1945 befand sich der Ort im Landkreis Oels.
Als Folge des Zweiten Weltkriegs fiel Sadewitz wie fast ganz Schlesien 1945 an Polen, wurde in Zawidowice umbenannt und der Woiwodschaft Breslau angegliedert. Die deutsche Bevölkerung wurde, soweit sie nicht vorher geflohen war, weitgehend vertrieben. Die neu angesiedelten Bewohner waren zum Teil Heimatvertriebene aus Ostpolen. 1999 kam der Ort zum Powiat Oleśnicki in der Woiwodschaft Niederschlesien.

## Sehenswürdigkeiten
- Die römisch-katholische Laurentius-von-Rom-Kirche (poln. Kościół św. Wawrzyńca) wurde 1874 errichtet.[5]
- Steinerne Wegekapelle mit Nepomukstatue
- Steinerne Wegekapelle mit Jesusstatue
- Steinerne Wegekapelle mit Säulen und Marienstatue